# ジャン・デルヴァン
ジャン・デルヴァン（Jean-Joseph Delvin、1853年 – 1922年）はベルギーの画家である。馬といる人物の絵を得意とした。ヘントの美術アカデミーの校長などを務めた。

## 略歴
ヘントで生まれた。ヘントの王立美術アカデミーに入学して、歴史画や人物画の画家、カンネール(Théodore-Joseph Canneel)に学んだ。ブリュッセルで若い画家を指導していたジャン＝フランソワ・ポルテールのスタジオでも学んだ。フランスやスペインを旅した。ヘントに風景画家のデン・ドイツ（Gustave Den Duyts）と共同でスタジオを開いた。
1883年にジェームズ・アンソールら、官立サロンの運営に反対するグループによって設立された「20人展」に招待されたメンバーとなったが1886年には退会した。美術団体「La Libre Esthétique（自由美学）」 や「Kunst van Heden」にも参加した。
ヘントの王立美術アカデミーで教え始め、1902年から1913年まで校長も務めた 。多くの芸術家を育て、その中にはギュスターフ・デ・シュメトやアルベール・バールトソン、フランス・マシリール、フリッツ・ファン・デン・ベルヘがいる。日本人、太田喜二郎や児島虎次郎もデルヴァンのもとで学んだ。

## 作品

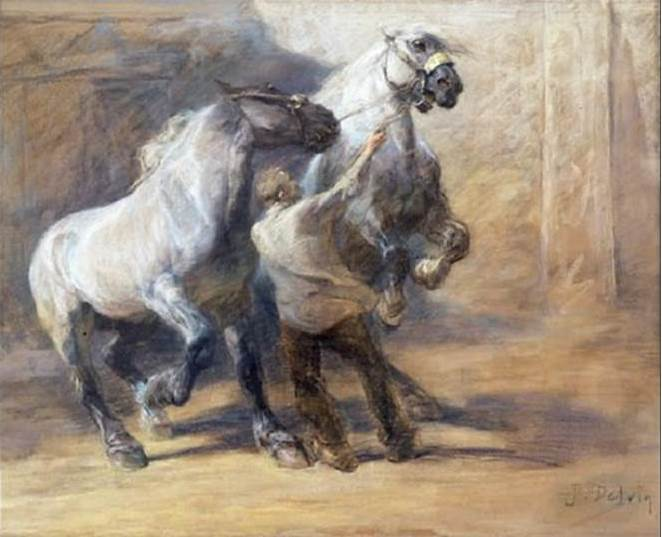
「馬」
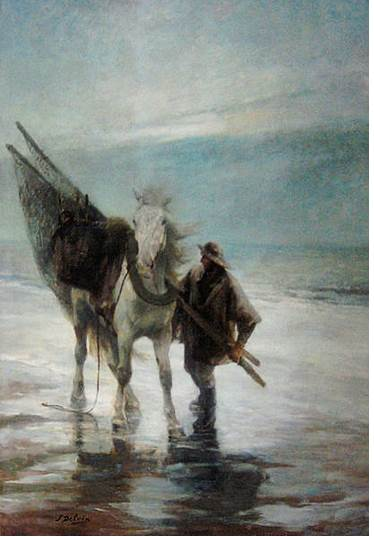
コクセッド(Koksijde)のエビ漁師